# Dapayk
Dapayk — творческий псевдоним немецкого музыканта, владельца музыкального лейбла и продюсера техно Никласа Воргта (нем. Niklas Worgt; родился 8 февраля 1978 года в Бад-Франкенхаузен, округ Галле, ГДР). В Германии Дапайк относится к протагонистам минимального техно.

## Биография
Дапайк родился в земле Тюрингия на территории бывшей ГДР. В начале 90-х годов он увлёкся стилями брокен-бит и драм-н-бейс. Для первых клубных выступлений «вживую» в стиле драм-н-бейс он использовал псевдоним Frauds in White. Этим началась карьера Дапайк в электронной музыке. Последовали регулярные выступления как Frauds in White, а также под ещё одним псевдонимом Sonstware, что принесло Дапайку известность в региональных клубах Германии.
В конце 90-х годах Дапайк трансформировал своё звучание. Вместе ломаного бита Никлас начал продюсировать техно. С этого времени начался период его карьеры как Дапайк.
После первых релизов как Дапайк в 2000 году Никлас основал свой собственный лейбл «Mo’s Ferry Productions», на котором он стал выпускать музыку в стиле минимального техно. В 2005 году он основал саблейбл 'Fenou', а в 2006 году последовал ещё один лейбл Rrygular. Свою популярность Никлас заработал многочисленными живыми выступлениями, популярными ремиксами и совместными проектами с известными музыкантами. С женой, фото модель Ева Падберг (Eva Padberg), он сформировал проект 'Dapayk и Padberg' и выпустили свой четвёртый альбом «Дым» ('Smoke'), осенью 2013 года, после успеха «Крупным планом» («Close Up»), «Черный Беауты» («Black Beauty») 'и' «Сладкий Ничего» («Sweet Nothing»).
В дополнение к публикации на его собственном лейбле Дапайк делает музыку на таких лейблах, как «Стиль вор Талант» (Stil vor Talent), «страсть» (Herzblut), «Карлофф» (Karloff), «Textone», 'Orac', 'Contexterrior', «Keystone» (Trapez), «Формика звук» (Resopal Schallware) и «Друзья Завтра» (Friends of Tomorrow). Также Дапайк выпускает многочисленные релизы под другими псевдонимами, как например 'Marek Bois' на лейблах «Keystone» и 'Rrygular'.
Кроме того Дапайк работает как студио-продюсер для таких артистов как Моника Крузе (Monika Kruse), Марсель Кнопф (Marcel Knopf) и Клайншмагер Аудио (Kleinschmager Audio).

## Личная жизнь
После того как они провели 10 лет в отношении, Никлас Воргт и фотомодель Ева Падберг поженились 29 июля 2006 года. Они живут в Берлине.

## Альбомы
| 2005 | «Крупным планом» («Close Up»)                             |
| 2006 | «Импульс Parasite» («Impulsion Parasite»)                 |
| 2007 | «Черный Беауты» («Black Beauty»)                          |
| 2008 | «Boissche Untiefen»                                       |
| 2008 | «Дом дьявола» («Devil’s House»)                           |
| 2010 | «Десятилетие Один (2000—2010)» («Decade One (2000—2010)») |
| 2012 | «Сладкий Ничего» («Sweet Nothing»)                        |
| 2013 | «Дым» ('Smoke')                                           |

## Саунд
Дапайк описывает своё звучание как ‘frickle’. При написании музыки он пытается соединить такие различные музыкальные форматы как минимал, электроника и брейкбит.

## Награды
В 2005 году первый альбом Дапайк и Падберг ‘Close Up’ вошёл в первую десятку альбомов года в чартах журналов «de:Bug» и «Groove». В 2007 году проект ‘Dapayk and Padberg’ получил Награду Стиль Award (Style Award) издания «Musikexpress» в категории ‘Performer — Domestic’ (Исполнитель на Домашней Сцене).

## ссылки
1. 1 2  Deutsche Nationalbibliothek Record #135513707 // Gemeinsame Normdatei (нем.) — 2012—2016.
2. ↑  Niklas Worgt // Discogs (англ.) — 2000.
3. ↑  Архивированная копия. Дата обращения: 28 октября 2014. Архивировано 31 марта 2010 года.
4. ↑  Dapayk — laut.de — Band. Дата обращения: 13 ноября 2014. Архивировано 5 января 2010 года.
5. ↑  Padberg heiratet ersten Freund Архивная копия от 12 мая 2012 на Wayback Machine в  Der Spiegel  1 августа 2006
6. ↑  Biografie von Eva Padberg Архивная копия от 18 июня 2012 на Wayback Machine на RTL.de